# Hôtel de la Mare
L'Hôtel de la Mare est un hôtel particulier de la ville de Dijon situé dans son secteur sauvegardé.
Il est inscrit au titre des monuments historiques depuis 1947.

## Plaque d'information

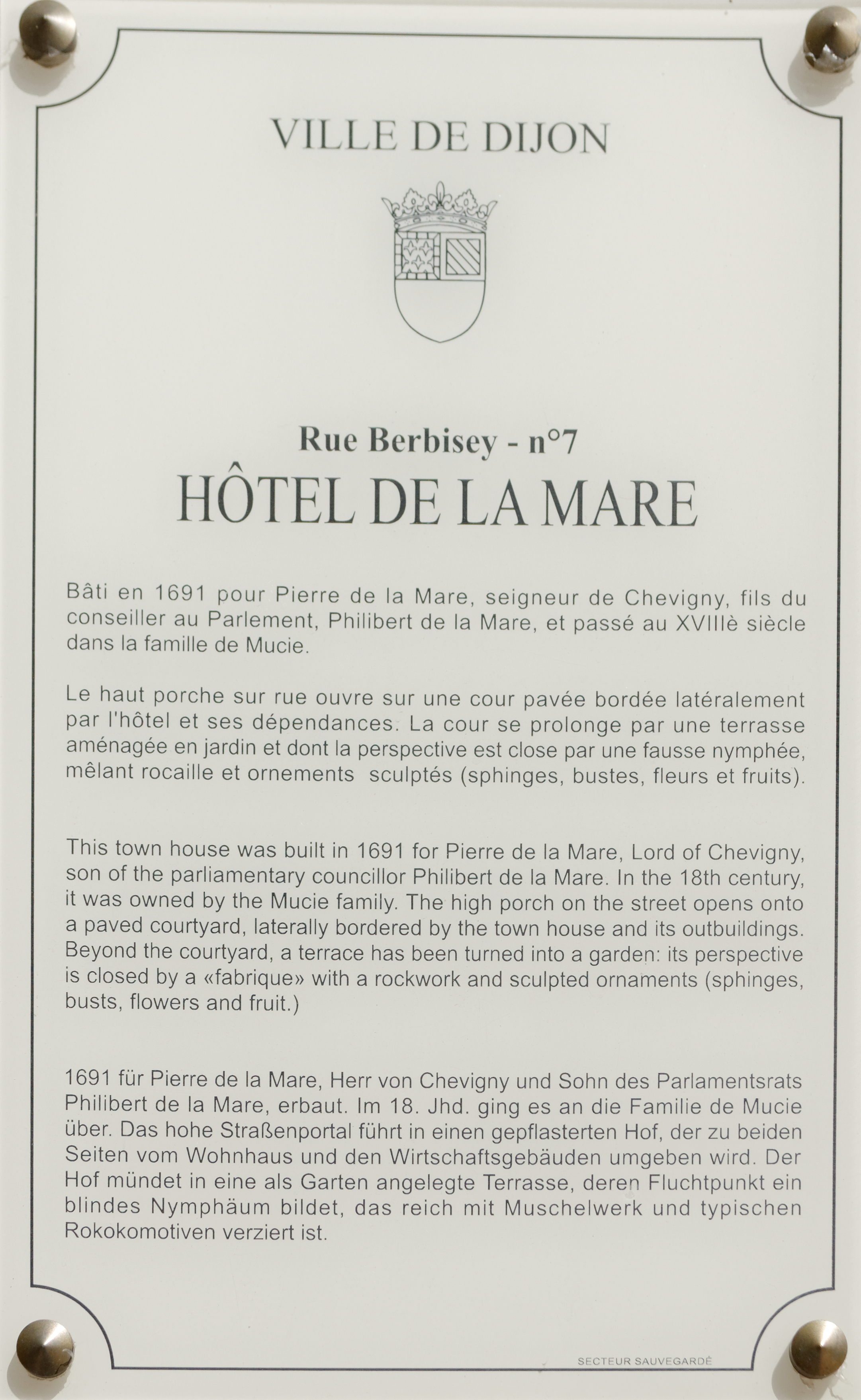
Plaque d'information trilingue (français, anglais et allemand)